# Друга крајишка ударна бригада
Друга крајишка народноослободилачка ударна бригада формирана је 2. августа 1942. године у селу Бошњацима код Санског Моста, од Ударног и Четвртог батаљона Другог крајишког партизанског одреда и Ударног батаљона Првог крајишког партизанског одреда. Септембра 1942. године имала је три батаљона, чету пратећих опужија и противтенковски вод, са укупно 1.135 бораца.
За своје заслуге током Народноослободилачког рата два пута је похваљена од Врховног команданта НОВ и ПОЈ Јосипа Броза Тита. Одликована је Орденом народног ослобођења, Орденом партизанске звезде и Орденом братства и јединства.

## Борбени пут Друге крајишке бригаде
Друга крајишка бригада се на самом почетку свог ратног пута истакла у ослобођењу Јајца, 25. септембра 1942. године, а за постигнуте успехе при ослобођењу Бихаћа, од 2. до 4. новембра, похваљена је од Врховног комнаданта НОВ и ПОЈ Јосипа Броза Тита — 6. новембра 1942. године. Од 9. новембра се налазила у саставу Четврте крајишке дивизије. Истакла се у борбама у рејону Љубије, од 18. до 23. новембра и за Нови Град, 26/27. новембра. Тада је са Првом крајишком ударном бригадом заробила батаљон домобрана.
У Четвртој непријатељској офанзиви водила је тешке борбе на планини Грмечу када је промрзло око 250 бораца. Потом је краће време била у саставу Пете крајишке дивизије, а од јуна 1943. године у Једанаестој крајишкој дивизији. У покрету према средњој Босни око 40 % састава бригаде је оболело од пегавог тифуса.
Заједно са Петом крајишком ударном бригадом учествовала је у ослобођењу Прњавора 10. јула и у борбама око Теслића, Тешња, и Новог Шехера, крајем јула. Из састава Једанесте дивизије изашла је 12. септембра и северно од Добоја прелази у источну Босну, где је са Седамнаестом источнобосанском дивизијом учествовала у нападу Градачац и Шамац, у ослобођењу и одбрани Тузле, од 29. септембра до 7. октобра 1943. године, када је по други пут похваљена од стране Врховног команданта НОВ и ПОЈ Јосипа Броза Тита.
Од 10. октобра 1943. године бргада се налазила у саставу 27. иточнобосанске дивизије. Крајем октобра дејствовала је на подручју Романије и Сокоца; 21. октобра је у селу Сијерцима разбила четничку Азбуковачку бригаду. У новембру 1943. године борила се на подручју Јахорине, када је заузела Горажде и Фочу. Од тада у свом саставу је имала и један италијански батаљон.
У децембру је била захваћена немачком офанзивом у источној Босни, а потом је 9. јануара 1944. године заузела Вареш, водила борбе око Рогатице, Сребренице, Реновице, Фоче, Калиновика и Трнова, испод Јахорине, Трескавице и Бјелашнице, у горњем току реке Неретве и поново на Романији. Од 6. маја 1944. године налазила се поново у саставу 17. источнобосанске дивизије.
У јуну је бригада дејствовала у Санџаку. Посебно се истакла у борбама на Кацуберу, Турјаку и Смиљевици 22. и 23. јула, потом одлази у Србију и заузима: Јошаницу, 1. августа; Александровац, 10. августа; прешла Ибар 7. септембра, потом и Западну Мораву и избила у рејон Чачка и Ужичке Пожеге, где је у октобру и новембру заједно с јединицама Црвене армије, водила оштре борбе с немачким јединицама.
После борби источно од Бајине Баште, код Кондера, јеловика и Заглавка од 4. до 6. децембра, у којима је имала 147 избачених из строја, бригада је 15. децембра прешла јужно од Јање преко Дрине у источну Босну. У Семберији и Мајевици била је ангажована у непрекидним борбама са немачким, усташко-домобранским и четничким снагама. Посебно се истакла у борбама код Јање 18. децембра; Челића 21. децембра и 2. јануара; Бијељине од 26. до 29. јануара; око Дрињаче и Зворника у фебруару; код села Трнова и Ченгића и др. У тим борбама имала је око 500 бораца избачених из строја.
Крајем марта и почетком априла 1945. године дејствовала је око Сребреника, у долини реке Тиње и на планини Требави. 11. априла прешла је реку Саву код Брчког и учествовала у ослобођењу Жупање, 13. априла; Славонског Брода, 20. априла и гоњењу непријатеља преко Вировитице, Билогоре, Крижеваца, Крапине и Рогашке Слатине до Словенј-Градеца, где је 15. маја 1945. године заробила групу од 830 непријатељских војника.

## Народни хероји Друге крајишке бригаде
Неки од бораца Друге крајишке ударне бригаде, проглашени за народне хероје Југославије су:
- Петар Боројевић, командир Прве чете Првог батаљона
- Михаило Ђурић, командир Треће чете Трећег батаљона
- Драгослав Мутаповић, политички комесар бригаде
- Ђурин Предојевић, заменик команданта бригаде
- Драгутин Станић, командант бригаде
- Ранко Шипка, командант Првог батаљона